# Flechador del Sol
Flechador del Sol es un personaje de la mitología mixteca, correspondiente a la región de la Mixteca Alta en el norte del Estado de Oaxaca, México
. Se trata de un héroe cultural al que se le atribuía la conquista de la Mixteca tras vencer a su primer poseedor: el Sol. De acuerdo con el mito, el nombre de este personaje era Dzahuindanda o Yacoñooy.

## El mito
El misterioso y sabio Flechador del Sol nació del árbol de Apoala, de donde nacieron los primeros seres que luego dieron origen a la nación mixteca. De acuerdo con el mito —recogido en la época colonial por los misioneros dominicos—, el Flechador del Sol salió del valle sagrado de Achiutla, donde se habían establecido los primeros mixtecos, en busca de un nuevo lugar a donde llevar a su gente. De este modo llegó a la Mixteca, que por ese tiempo estaba deshabitada. Como sólo el Sol habitaba esa tierra, Dzahuindanda reconoció en el astro al señor de ese país, de modo que lo retó a un combate cuyo vencedor obtendría también el derecho a habitar esa tierra. Dzahuindanda disparó sus flechas hacia el Sol, que en respuesta lo atacaba con sus rayos, pero al pasar el tiempo, el Sol se puso, tiñendo de rojo el horizonte del atardecer con su sangre. Dzahuindanda venció al Sol y de este modo su pueblo tuvo el derecho de ocupar el territorio de la Mixteca.
Otra versión de la misma leyenda cuenta que eran dos árboles gigantes que existían en el fondo de una misteriosa cueva en tierras de Apoala, que llegaron a amarse tanto, que entrelazaron sus ramas y unieron sus raíces, de este fantástico amor, nació el primer hombre y la primera mujer mixtecos. Con el tiempo, aquellos seres tuvieron hijos y los hijos de los hijos fundaron la ciudad de Achiutla, lugar donde nació Dzahuindanda.
La población de Achiutla creció tanto que ya no cabían, entonces Dzahuindanda decidió salir a conquistar las tierras que necesitaba su pueblo para asentarse, así que tomó su arco y flechas y partió una mañana, dispuesto a disputárselas a quien fuera.
Por días, no descansó un solo instante hasta que llegó a una vasta y deshabitada extensión en donde no halló nada que estorbara su paso, sólo el sol brillaba esplendoroso como dueño y señor de aquellas tierras; tierras que Dzahuindanda codició para él por frescas y hermosas.
El flechador del sol alzó la vista, no había una sola nube que le quitara el sol; después de un rato sediento y cansado, sentía los rayos del sol como cuchillos, como flechas que se clavaban en cada parte descubierta de su piel. Entonces comprendió: ¡El Sol era el señor de aquellas tierras!, por lo que levantó su arco y lanzó muchas de sus flechas contra el sol.
Por fin al atardecer se dio cuenta de que el sol se había debilitado, ya no herían sus rayos con la misma fuerza y el cielo tenía un ligero tinte rojo. Poco a poco el sol empezó a caer y el cielo se puso más y más rojo, hasta que por fin cayó tras las montañas, el cielo estaba teñido con la sangre del sol, indicaba donde había caído vencido el poderoso señor